# Stora Hacksjön, Östergötland
Stora Hacksjön är en sjö i Finspångs kommun i Östergötland och ingår i Nyköpingsåns huvudavrinningsområde.